# ディマーロ・フォルガリダ
ディマーロ・フォルガリダ（イタリア語: Dimaro Folgarida）は、イタリア共和国トレンティーノ＝アルト・アディジェ州トレント自治県にある、人口約2,100人の基礎自治体（コムーネ）。
2016年1月1日にディマーロとモンクラッシコが合併して発足した。

## 地理

### 位置・広がり

#### 隣接コムーネ
隣接するコムーネは以下の通り。
- クレス
- コンメッツァドゥーラ
- クロヴィアーナ
- マレ
- ピンツォーロ
- ヴィッレ・ダナウニア (トゥエンノ)
- トレ・ヴィッレ (ラーゴリ)

## 行政

### 分離集落
ディマーロ・フォルガリダには、以下の分離集落（フラツィオーネ）がある。
- Carciato, Dimaro (sede comunale), Folgarida, Monclassico, Presson